# Tomozuru
Tomozuru (japonsky: 友鶴) byla torpédovka japonského císařského námořnictva třídy Čidori postavená v první polovině 30. let 20. století. Převrátila se krátce po svém dokončení v bouři dne 12. března 1934, a tato nehoda spolu s incidentem 4. loďstva donutila císařské námořnictvo přezkoumat stabilitu všech nedávno dokončených, stavěných a plánovaných lodí. Po rozsáhlých úpravách byla loď znovu uvedena do provozu, a během druhé světové války bojovala v bojích o Filipíny a při tažení do Nizozemské východní Indie.

## Stavba a popis
Čtyři lodě třídy Čidori byly první japonské torpédovky postavené po ratifikaci Londýnské smlouvy o odzbrojení z roku 1930. S malým standardním výtlakem – méně než 600 tun – měly zároveň velmi silnou výzbroj. Zpočátku byly vyzbrojeny třemi 127mm kanóny (dvě děla byla ve věži na zádi a jedno ve věži na přídi), 40mm protiletadlovým kanónem a dvěma dvojitými 533mm torpédomety. Tato výzbroj téměř odpovídala výzbroji menších torpédoborců.
Kýl Tomozuru byl položen 11. listopadu 1932 v loděnici v Maizuru, spuštěna na vodu byla 1. října 1933 a do služby vstoupila 24. února 1934.

## Nehoda a přebudování
Po vstupu do služby byla Tomozuru přidělena k 21. oddílu torpédovek (Suiraitai) a byla součásti eskadry se základnou v Sasebu. Krátce nato, 6. března 1934, se spolu se svou sesterskou lodí Čidori a lehkým křižníkem Tacuta zúčastnila manévrů flotily. Během nich, 12. března 1934 kolem času 3:58, se Tomozuru, jež byla v bouři zasažená vlnou, převrátila na bok a zůstala napůl ponořená ve vodě dnem vzhůru. Loď byla nalezena až v 14:05 a odtažena křižníkem Tacuta do Saseba. Při nehodě zemřelo 100 členů posádky, včetně velitele Okuicu Iwaseho; přežilo pouze 13 námořníků.
Protože vyšetřování ukázalo, že příčinou převrácení torpédovky byla nedostatečná stabilita kvůli lehké konstrukci a příliš těžkým zbraním, byla Tomozuru spolu s ostatními loděmi své třídy v srpnu až prosinci 1936 přestavěna v loděnici v Maizuru s cílem zlepšit jejich stabilitu. Druhý torpédomet byl odstraněn a stávající 127mm děla byla nahrazena třemi lehčími 120mm kanóny, z nichž jeden byl namontován na místo torpédometu. Byl také odstraněn 40mm protiletadlový kanón a příďová nástavba byla snížena o jedno patro. Rychlost byla snížena z 30 na 28 uzlů. Z lodí se fakticky stala doprovodná plavidla.
Nehoda spolu s pozdějším incidentem 4. loďstva donutila císařské námořnictvo přezkoumat stabilitu všech nedávno dokončených, stavěných a plánovaných lodí. Stávajícím plavidlům byly sníženy nástavby a lodě plánované a ve výstavbě byly přepracovány, zvláště pak křižníky třídy Mogami.

## Další služba

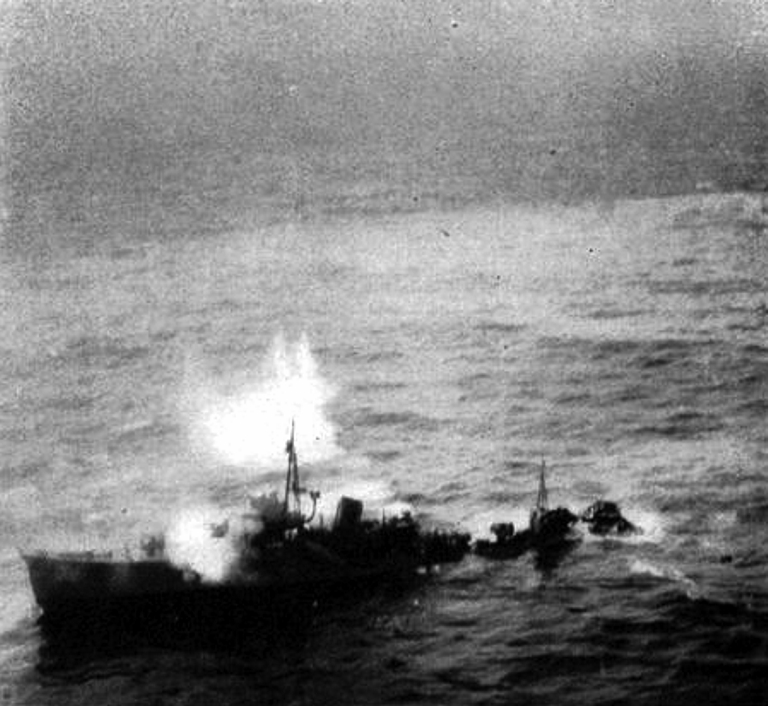
Potápějící se Tomozuru, 24. březen 1945

V roce 1942 byl odstraněn 120mm kanón na zádi, přidáno 10 25mm protiletadlových kanónů, počet vrhačů hlubinných náloží byl zvýšen ze 2 na 6 a počet hlubinných náloží se v průběhu druhé světové války zvýšil až na 48.
Tomozuru byla používána hlavně k doprovodu konvojů a zpočátku i invazních sil plavících se ve vodách Indonésie, Nové Guineje, Filipín a Číny. 6. ledna 1943 byla poškozena letadly poblíž Kajských ostrovů, poté odtažena a až do května opravována v Ambonu a Surabaji. 27. listopadu 1943 byla lehce poškozena letouny u Sia-men v Číně a znovu 1. března 1945 u ostrova Amami Óšima americkými letouny. Dne 24. března 1945 pak byla Tomozuru potopeno americkým letadlem, když doprovázela konvoj 230 mil jihovýchodně od Šanghaje.